# パトリオット山脈

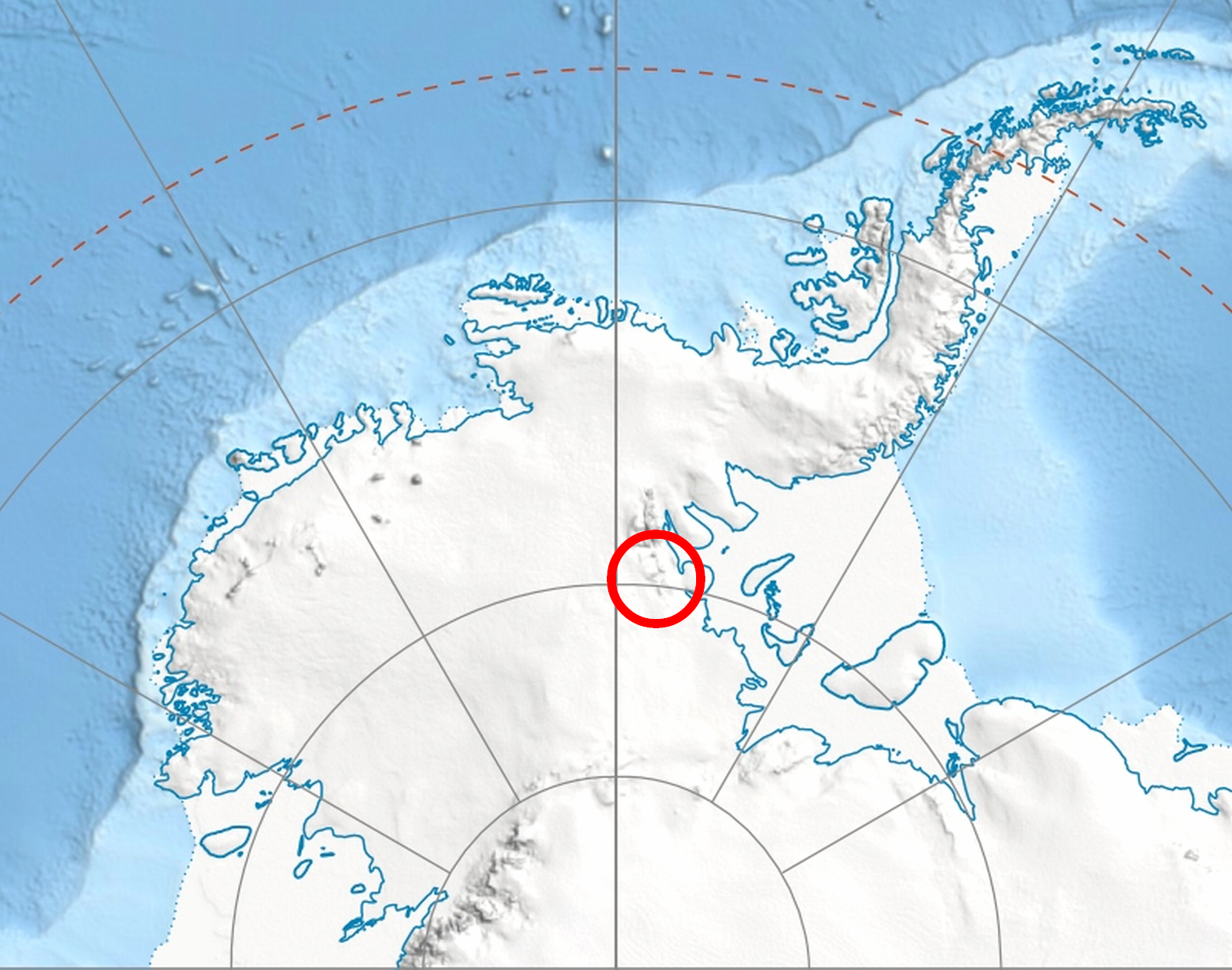
西南極におけるパトリオット山脈の位置

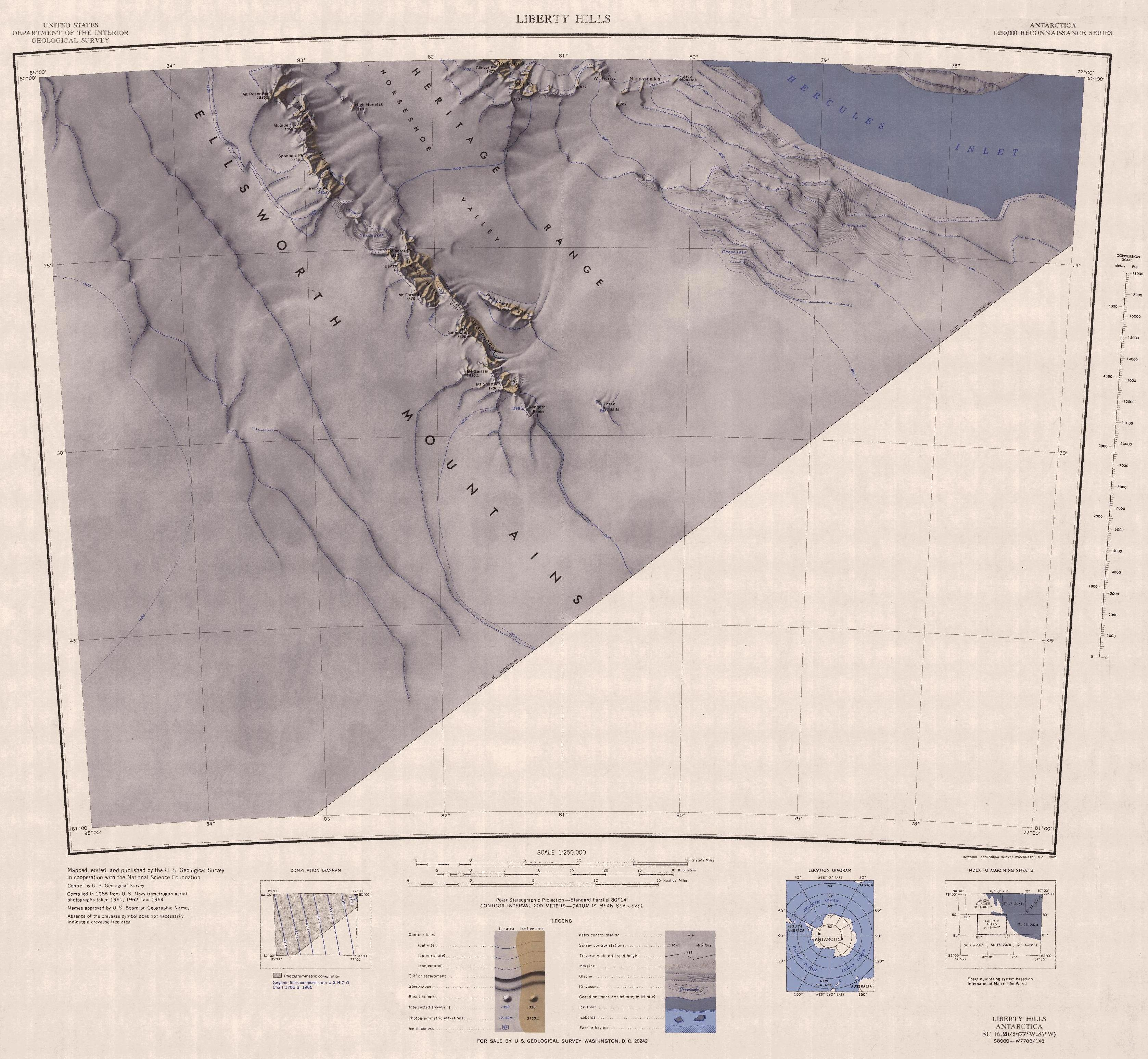
パトリオット山脈の地図

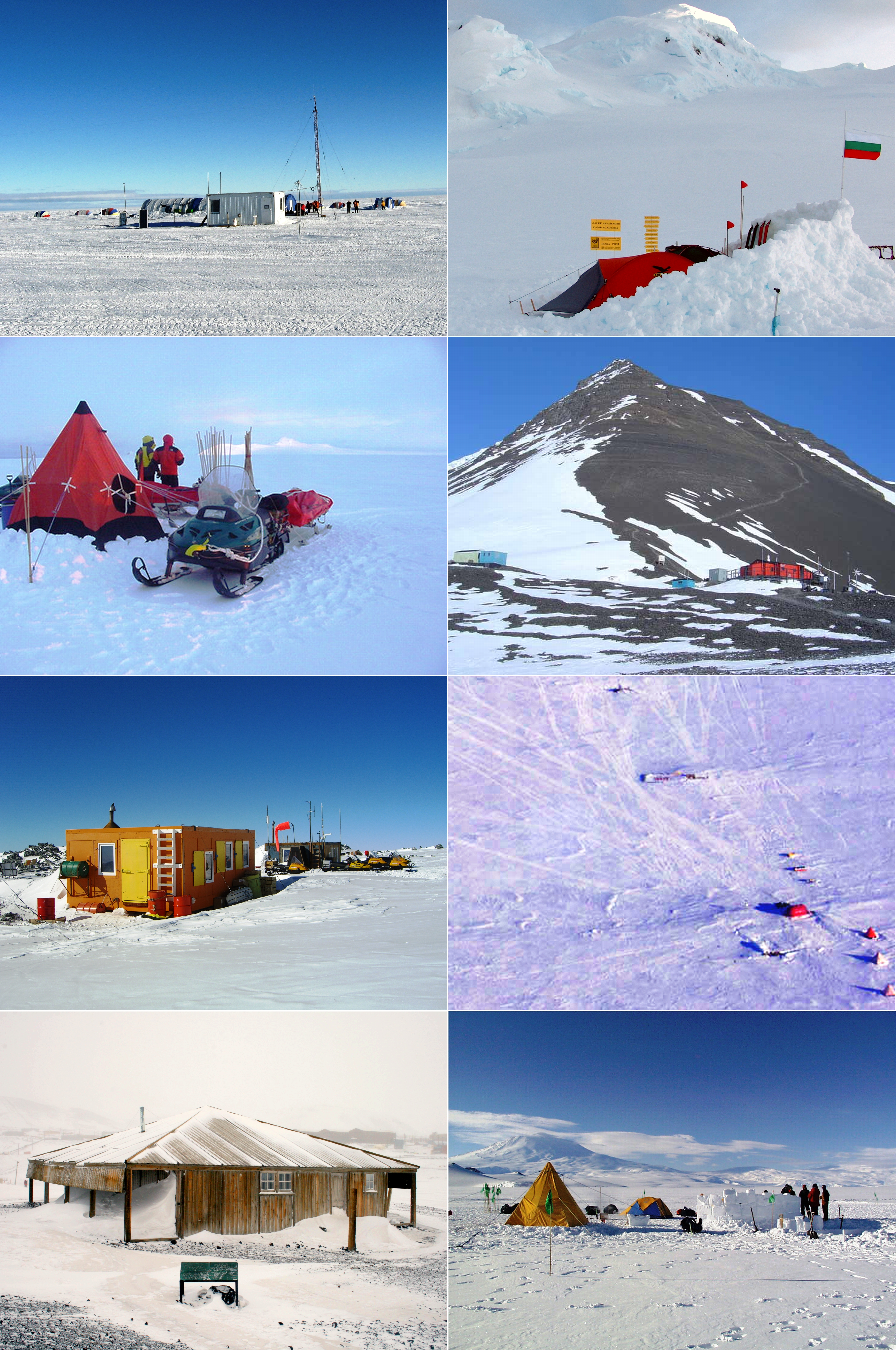
パトリオット山脈にある野外キャンプ

パトリオット山脈 (Patriot Hills、パトリオットさんみゃく、南緯80度20分 西経81度25分 / 南緯80.333度 西経81.417度)は西南極のヘリテージ山脈ホースシュー谷内部にあるインディペンデンス山脈の北端から東に3海里(6 km)離れた場所にある全長5海里(9 km)の、岩石でできた山脈である。
パトリオット山脈の北、スリップストリームに入る地域には南北約2 km、東西約8 kmの大きなブルーアイスでできたリンクがあり、表面には雪がないためにC-130やIl-76などの大型航空機でも着陸することのできる滑走路として使うことができる。

## 歴史
パトリオット山脈は1961年から1966年にかけてアメリカ海軍が撮影した航空写真と地上の調査により、アメリカ地質調査所によって地図に描かれた。パトリオット（愛国者）山脈という名称はヘリテージ（遺産）山脈との意味の関連から南極地名諮問委員会によって命名された。
1987年にパトリオットヒルズと呼ばれるベースキャンプがアドベンチャーネットワークインターナショナル（現在のアンタークティック・ロジスティックス・アンド・エクスペディションズ）によって建設された。パトリオットヒルズは南極における夏の間だけ使用されるキャンプであったが、南極大陸において唯一の民間が運営するベースキャンプであった。2010年に、ユニオン氷河キャンプにベースキャンプが移された。
1998年の南極の夏の間、カーネギーメロン大学、エイムズ研究センター、ピッツバーグ大学の科学者で作るチームがパトリオット山脈近くに数週間キャンプを開いた。この研究チームは極地において自律的に岩や隕石を調査し特定するために建造されたロボット「ノマッド」の実験を行った。この地域では過去に隕石の衝突は一度もなかったため、科学者たちは流星の破片を散りばめることによって実験を実施した。